# Агония
Аго́ния (от др.-греч. ἀγωνία лат. Agonia — борьба) — терминальное состояние организма, предшествующее наступлению смерти, которое связано с активизацией компенсаторных механизмов, направленных на борьбу с угасанием жизненных сил организма. Агония является обратимым состоянием: в некоторых случаях (например, при агонии, вызванной кровотечением, шоком, асфиксией и т. п.) можно спасти человека.

## Симптомы агонии
Клиника агонии характеризуется симптомами угнетения жизненно важных функций организма, обусловленными выраженной гипоксией. Наблюдается потеря сознания, расширение зрачков, угасание реакции зрачков на свет, исчезают роговичный, сухожильные и кожные рефлексы. Агональное дыхание (либо чейн-стоксовское дыхание — то есть дыхание частое, поверхностное, судорожное, хриплое либо куссмаулевское дыхание) может проявляться в виде слабых редких дыхательных движений малой амплитуды либо коротких максимальных вдохов и быстрых полных выдохов с большой амплитудой и частотой 2—6 вдохов в минуту. В последней стадии агонии в дыхании участвуют мышцы шеи и туловища — голова запрокидывается, рот широко открыт, возможно появление пены у рта, но, несмотря на кажущуюся активность таких дыхательных движений, эффективность дыхания весьма малая. В состоянии агонии характерным является терминальный отёк лёгких, который обусловлен резкой гипоксией, увеличением проницаемости стенок альвеол, ослаблением кровообращения и микроциркуляторными расстройствами из-за более раннего ослабления левого желудочка сердца по сравнению с правым и образующегося таким путём застоя крови в малом кругу кровообращения. Дыхание становится затруднённым и хриплым, в бронхах скапливается слизь, которая не может быть выведена из-за ослабления соответствующих мышечных механизмов, что вместе с накоплением отёчной жидкости в лёгких, при невозможности отхаркивания, и делает дыхание клокочущим, обусловливает то, что носит название предсмертного хрипения (стерторозное дыхание). Агональное дыхание продолжается после наступления смерти в течение ещё короткого времени (15—20 секунд).
Судороги также являются проявлениями агонии и продолжаются короткое время (от нескольких секунд до нескольких минут). Происходит спазм как скелетной, так и гладкой мускулатуры. По этой причине практически всегда смерть сопровождается непроизвольными мочеиспусканием, дефекацией и семяизвержением, так как сфинктеры парализуются часто ранее, нежели мышечные группы, заведующие перистальтическими движениями. В других, очень редких, случаях имеется, наоборот, задержка мочи и растяжение мочевого пузыря (при мозговых агониях паралич же мышц, заведующих перистальтикой, в свою очередь, ведёт к так называемой агональной инвагинации кишечника, особенно у детей, страдающих кишечными коликами). В отличие от некоторых заболеваний, сопровождающихся судорогами, при наступлении смерти судороги несильные и неярко выраженные.
Реакция зрачков на свет сохраняется даже в состоянии клинической смерти. Данная реакция является рефлексом, замыкающимся в стволе головного мозга. Во время агонии происходит постепенное угасание этого рефлекса. Надо отметить, что первые секунды после смерти в результате судорог зрачки будут максимально расширены.
Резко меняется внешний вид агонизирующего человека: безучастное выражение лица, его черты заостряются (из-за перераспределения крови, а вместе с нею и лимфы, нормально создающей упругий вид тканей), цвет лица становится бледно-серым, иногда землистым, щёки вваливаются, появляются круги под глазами, глаза глубоко запавшие, взгляд безучастный, иногда страдальческий, устремлён вдаль, роговая оболочка глаза теряет свою прозрачность, нижняя челюсть отвисает из-за расслабления жевательных мышц, что в совокупности придаёт лицу особое выражение (так называемая маска Гиппократа), на коже появляется холодный клейкий пот, движения становятся дрожащими.
После терминальной паузы возрастает эффективность сердечных сокращений, повышается артериальное давление, на ЭКГ появляется синусовый ритм, прекращается эктопическая активность. Кратковременно восстанавливается сознание. В конце агонии пульс слабый, с частотой 20—40 сокращений в минуту, снижается артериальное давление. Агония в разных случаях бывает различной, в зависимости от основного страдания и других причин. 
При травматическом шоке и кровопотере во время агонии отмечаются: восковидно-бледная окраска кожных покровов и слизистых, заострённый нос, помутнение роговиц, расширение зрачков, брадикардия от 2—3 до 15—20 сердечных сокращений в минуту. 
При механической асфиксии — повышение артериального давления, рефлекторное замедление ритма сердца, множественные экстрасистолы, затем резкое падение давления, цианоз, судороги, параличи сфинктеров, выпадение языка из открытого рта, выделение слюны и слизи, образование пены у рта. Длительность агонии при этом может быть 5—6 минут, а при недостатке кислорода во вдыхаемом воздухе до 15—30 минут. 
При тампонаде сердца происходит прогрессивное снижение артериального давления и не происходит его повышения в состоянии агонии. Происходит внезапная остановка сердца (асистолия, фибрилляция желудочков), быстро развивается и резко выражен цианоз лица и шеи, иногда всего туловища. Одутловатость лица, возможны судороги. Дыхание продолжается ещё 5—10 минут после прекращения кровообращения.
Моментом окончания агонии и наступления смерти обычно считают последний удар сердца, но так как в конечном итоге смертельный исход наступает в результате не одной только остановки сердца, но и паралича дыхательного центра, то с одинаковой уверенностью концом агонии можно считать и последний вздох. Из органов чувств угасают раньше всего обоняние и вкус, потом зрение и лишь позднее слух.